# Oblongichytriidae
Famille
Les Oblongichytriidae sont une famille de chromistes de l'embranchement des Bigyra, de la classe des Labyrinthulea et de l’ordre des Thraustochytriida.

## Étymologie
Le nom de la famille vient du genre type Oblongichytrium, composé du préfixe oblong-, « allongé ; oblong », et du suffixe chytr- (du grec χυτρ / chytr, « vase d'argile, pot de terre »), sans doute en référence au développement circulaire des masses cellulaires, dont certaines espèces produisent des zoospores oblongues.

## Description
Les espèces du genre Oblongichytrium sont identifiées notamment à partir de leur masse cellulaire et de leur cycle de reproduction (importance de la sporulation, présence ou absence de zoospores).
Chez Oblongichytrium porteri, les cellules trophiques sont fusiformes 2,1-4,0 × 2,2-6,5 μm à orbiculaires 2,3 × 7,8 μm. Les masses cellulaires sont très grandes et circulaires jusqu'à 60,3 μm de diamètre. Le sporange produit 10 à 55 spores mais pas de spores nageant librement. La division cellulaire est bourgeonnante avec parfois des stades amiboïdes.
Chez les autres espèces on observe des zoospores oblongues et des masses cellulaires (sori) d'importances variables : Oblongichytrium octosporum produit une centaine de sporocytes, chacun émettant huit zoospores ; Oblongichytrium minutum produit un maximum de huit sporocytes, chacun donnant naissance à deux zoospores ;  Oblongichytrium multirudimentale a un sporulation plus modeste de deux à quatre sporocytes, chacun avec un filet ectoplasmique.

## Distribution
Oblongichytrium a été observé sur les zones côtières marines, voire à l'embouchure des fleuves.

## Liste des genres
Selon GBIF (12 septembre 2022) :
- Oblongichytrium R.Yokoy. & D.Honda, 2007

## Systématique
Le nom correct de ce taxon est Oblongichytriidae.